# پت هاگز (تنیس‌باز)
پت هاگز (انگلیسی: Pat Hughes؛ زاده ۲۱ دسامبر ۱۹۰۲ درگذشته ۸ مهٔ ۱۹۹۷) یک تنیس‌باز اهل بریتانیا بود.